# Henlea ochracea
Henlea ochracea är en ringmaskart som beskrevs av Eisen 1878. Henlea ochracea ingår i släktet Henlea och familjen småringmaskar. Inga underarter finns listade i Catalogue of Life.